# 菱田春草
菱田春草（1874年9月21日—1911年9月16日）是日本画家。長野縣人。主要作品『賢首菩薩』『落葉』『黒き猫』等。

## 外部連結
- . kotobank （日语）.